# Bolo Barra Branca
O bolo Barra Branca é um alimento pertencente à culinária de Pernambuco, um dos mais recentes e mais rústicos.
Com menos de 100 anos de criação, nasceu de um erro do panificador. Durante a Segunda Guerra Mundial, um panificador residente na cidade de Bezerros, Pernambuco, em decorrência da escassez de farinha de trigo, usou, como alternativa, a massa puba, derivada da mandioca. Apesar do aspecto, pôs à venda o produto do erro, que teve muito boa aceitação. Mas não conseguiu reproduzir de imediato a receita, descobrindo depois que o segredo estava na temperatura do forno. Essa alta temperatura impede que a receita original seja produzida em forno residencial, que não alcança a temperatura desejada.

## Patrimônio imaterial
O inusitado de sua criação, aliado à alta aceitação do bolo Barra Branca, já extrapolando em muito a área em que foi criado, o Agreste pernambucano, originou o Projeto de Resolução 1344/2020, do deputado Clodoaldo Magalhães, e a Resolução 1704 para a obtenção do título de Patrimônio Imaterial Cultural de Pernambuco, resolução esta que se encontra sob avaliação da Secretaria de Cultura de Pernambuco.